# 只能容納一棟房子的小島
只能容納一棟房子的小島（Just Room Enough Island）是位於美國和加拿大交界千島群島其中一座有人居住的小島。該島的面積為3300平方尺（约310平方公尺），僅有一間房子、一棵樹和一片沙灘，是世界上面積最小的住人小島。
據《每日郵報》指出，該小島本來名為木片島（Hub Island），後來於1950年被買下，並興建了房子後才改為現有的名字。

## 資料來源
1. ↑  . Washingtonpost.com. 2010-09-05  [2018-01-01]. （原始内容存档于2020-06-10）.